# Pilot 741 SE
Pilot 741 SE är en svensk lotsbåt som byggdes 1996 som Tjb 741 av Boghammar Marin AB, Lidingö till Sjöfartsverket i Norrköping. Tjb 741 stationerades vid Åhus lotsplats. 2005 döptes båten om till Pilot 741 SE.